# Mikle (rejon ostrowiecki)
Mikle – dawna wieś. Tereny, na których była położona, leżą obecnie na Białorusi, w obwodzie grodzieńskim, w rejonie ostrowieckim, w sielsowiecie Gudogaje.

## Historia
W czasach zaborów w gminie Polany, w powiecie oszmiańskim, w guberni wileńskiej Imperium Rosyjskiego. W 1866 roku liczyła 29 mieszkańców w 4 domach. W 1905 roku liczyła 58 mieszkańców, 50 dziesięcin.
W latach 1921–1945 wieś leżała w Polsce, w województwie wileńskim, w powiecie wileńsko-trockim, w gminie Gierwiaty a następnie w powiecie oszmiańskim, w gminie Polany.
W 1931 w 12 domach zamieszkiwały 74 osoby.
Wierni należeli do parafii rzymskokatolickiej w Ostrowcu. Miejscowość podlegała pod Sąd Grodzki w Wornianach i Okręgowy w Wilnie; właściwy urząd pocztowy mieścił się w Ostrowcu.